# Lešnik (priimek)
Lešnik je 70. najbolj pogost priimek v Sloveniji, ki ga je po podatkih Statističnega urada Republike Slovenije na dan 31. decembra 2007 uporabljalo 1.536 oseb, na dan 1. januarja 2010 pa je bil 78. najbolj pogost priimek v Sloveniji, ki ga je uporabljalo 1.486 oseb.

## Znani nosilci priimka
- Alojzij Lešnik, deželnosodni svetnik
- Andreja Lešnik, novinarka
- Anton Lešnik (*1937), arhitekt
- Avgust Lešnik (*1951), sociolog in zgodovinar, univ. profesor
- Blaž Lešnik, kineziolog, učitelj smučanja
- Bogdan Lešnik (1952—2024), psiholog in psihoterapevt, aktivist, profesor in dekan Fakultete za socialno delo, publicist
- Doroteja Lešnik Mugnaioni, politologinja, strokovnjakinja za problematiko nasilja
- Franc Lešnik - Vuk, partizan
- Herman Lešnik (*1937), obramboslovec
- Hugo Lešnik, likovni umetnik, filmar, gledališčnik, scenarist
- Igor Lešnik (*1956), hrvaški glasbenik tolkalist
- Ivan Lešnik (1930 - 2006), gospodarstvenik
- Ivo Lešnik - Pohor (1914—1982), partizan prvoborec, organizator VOS, šahist
- Jožef Lešnik (1872—1949), agronom in sadjar
- Kristijan Musek Lešnik (*1969), psiholog, prevajalec, prof. UP
- Lojze Lešnik (1898—1976), sindikalni delavec
- Maks Lešnik (*1943), gasilski poveljnik
- Mario Lešnik (*1966), agronom, fitofarmacevt, univ. prof.
- Marjan Lešnik, arhitekt
- Matija Lešnik (1771—?), duhovnik, kmetijsko-gospodarski delavec, govornik
- Peter Lešnik (*1944), politik, poslanec
- Petra Lešnik Musek, razvojna in klinična psihologinja
- Rafko Lešnik (*1925), duhovnik prelat, predavatelj, pridigar
- Robert Lešnik (*1971), industrijski (avtomobilski) oblikovalec
- Rudi Lešnik (1931—1987), pedagog
- Zoran Lešnik (1936—2019), novinar, poslanec